# Hiroaki Kuzuhara
Hiroaki Kuzuhara (葛原大陽?, Kuzuhara Hiroaki; Tokushima, 14 giugno 1983) è un pilota motociclistico giapponese.
Anche suo fratello, Toshihisa Kuzuhara, corre come pilota professionista.

## Carriera
Per quanto riguarda le competizioni del motomondiale, le sue prime presenza vengono registrate nella stagione 2003 dove ha corso in classe 125 a bordo di una Honda il GP del Pacifico tagliando il traguardo in 23ª posizione e senza ottenere punti validi per la classifica iridata. Anche nel motomondiale 2005 ha ottenuto una wild card per partecipare questa volta al GP del Giappone, corso nella stessa classe e con la stessa motocicletta; anche in questo caso non è riuscito ad ottenere punti mondiali. 
Nella stagione 2006 ha partecipato invece con maggiore continuità, guidando Honda, Malaguti e Aprilia, riuscendo però ad ottenere un solo punto con il 15º posto raggiunto nel gran premio di casa. Nel 2006, oltre che gareggiare nel motomondiale, ha disputato quattro delle sei prove del Campionato Italiano Velocità, chiudendole tutte nei primi tre per quanto, essendo straniero, non potesse ottenere punti per le classifiche.

## Risultati nel motomondiale
| 2003 | Classe | Moto  |  |  |  |  |  |  |  |  |  |  |  |  |    |  |  |  |  | Punti | Pos. |
| ---- | ------ | ----- |  |  |  |  |  |  |  |  |  |  |  |  | -- |  |  |  |  | ----- | ---- |
| 2003 | 125    | Honda |  |  |  |  |  |  |  |  |  |  |  |  | 23 |  |  |  |  | 0     |      |

| 2005 | Classe | Moto  |  |  |  |  |  |  |  |    |  |  |  |    |  |  |  |  |  | Punti | Pos. |
| ---- | ------ | ----- |  |  |  |  |  |  |  | -- |  |  |  | -- |  |  |  |  |  | ----- | ---- |
| 2005 | 125    | Honda |  |  |  |  |  |  |  | NE |  |  |  | 22 |  |  |  |  |  | 0     |      |

| 2006 | Classe | Moto                      |  |  |  |  |  |    |  |    |    |  |    |  |  |    |    |     |    | Punti | Pos. |
| ---- | ------ | ------------------------- |  |  |  |  |  | -- |  | -- | -- |  | -- |  |  | -- | -- | --- | -- | ----- | ---- |
| 2006 | 125    | Honda, Malaguti e Aprilia |  |  |  |  |  | 20 |  | 28 | 26 |  | NE |  |  | 25 | 15 | Rit | 27 | 1     | 29º  |

| Legenda | 1º posto        | 2º posto            | 3º posto            | A punti      | Senza punti        | Grassetto – Pole position Corsivo – Giro più veloce |
| Legenda | Gara non valida | Non qual./Non part. | Ritirato/Non class. | Squalificato | '-' Dato non disp. | Grassetto – Pole position Corsivo – Giro più veloce |